# Łuków Śląski
Łuków Śląski (niem. Lukow) – wieś w Polsce położona w województwie śląskim, w powiecie rybnickim, w gminie Gaszowice.
W latach 1975–1998 miejscowość administracyjnie należała do województwa katowickiego.